# Rehan (Indie)
Rehan – miasto w północnych Indiach w stanie Himachal Pradesh, w zachodnich Himalajach.
Populacja miasta w 2001 roku wynosiła 12 000 mieszkańców.